# 마르가리타 레비예바
마르가리타 블라디미로브나 레비예바(러시아어: Маргарита Владимировна Левиева, 1980년 2월 9일 ~ )는 러시아 태생의 미국의 배우이다.

## 출연 작품
- 퓨쳐 월드